# Defensor Sporting
A Defensor Sporting uruguayi sportegyesület, melynek labdarúgó- és kosárlabda csapata jelentős sikerekkel büszkélkedhet uruguayi és nemzetközi szinten is.

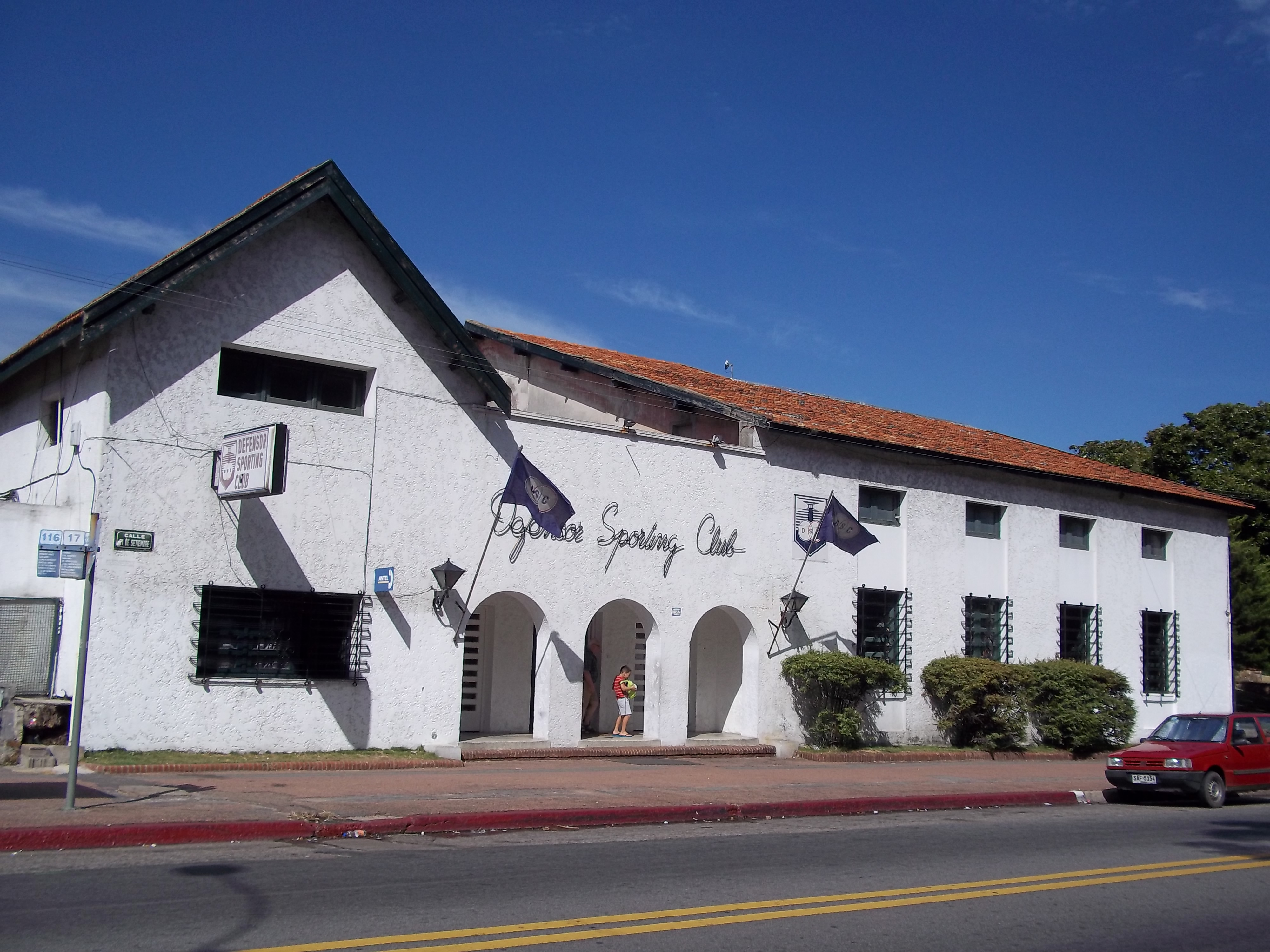
A Defensor székháza

## A klub története
A klubot 1913. március 15-én alapították Club Atlético Defensor néven. Mai nevét 1989-től használják.
Négyszeres bajnok (1976, 1987, 1991, 2007–2008) és számos alkalommal diadalmaskodtak a Liguilla-n, mellyel több Libertadores-kupa indulási jogot szereztek.
2007 szeptemberében az IFFHS a Világ legjobb klubcsapatának választotta a hónapra.

## Sikerei
- 4-szeres uruguayi bajnok: 1976, 1987, 1991, 2008

## Játékoskeret
2014. október 26-tól
| #  |         | Poszt | Név                    |
| -- | ------- | ----- | ---------------------- |
| 1  | Uruguay | K     | Yonathan Irrazabal     |
| 2  | Uruguay | V     | Ramón Arias            |
| 5  | Uruguay | KP    | Andrés Fleurquin       |
| 6  | Uruguay | V     | Emilio Zeballos        |
| 7  | Uruguay | KP    | Juan Amado             |
| 9  | Uruguay | CS    | Matías Alonso          |
| 10 | Uruguay | KP    | Giorgian De Arrascaeta |
| 11 | Uruguay | KP    | Nicolás Olivera        |
| 12 | Uruguay | K     | Martín Campaña         |
| 13 | Uruguay | CS    | Adrián Luna            |
| 14 | Uruguay | KP    | Federico Gino          |

| #  |         | Poszt | Név                |
| -- | ------- | ----- | ------------------ |
| 15 | Uruguay | KP    | Leonardo País      |
| 16 | Uruguay | CS    | Ignacio Risso      |
| 18 | Uruguay | KP    | Mauro Arambarri    |
| 20 | Uruguay | KP    | Mathías Cardacio   |
| 21 | Uruguay | V     | Pablo Pintos       |
| 22 | Uruguay | V     | Robert Herrera     |
| 23 | Uruguay | V     | Lucas Morales      |
| 24 | Uruguay | CS    | Joaquín Boghossian |
| 24 | Uruguay | KP    | Brian Lozano       |
| 25 | Uruguay | V     | Nicolás Correa     |
| 29 | Uruguay | V     | Andrés Scotti      |

## A klub híres játékosai
| - Carlos Peppe (2002–04) - Gustavo Dezotti (1998) - Julio Marchant (2007–10) - Herminio Masantonio (1943) - José Manuel Moreno (1952) - Danilo Tosello (1999) - Eliomar Marcón (2000–02) - Jairo Castillo (2008) - Macubara Josika (2002) - Sebastián Abreu (1996) - Beto Acosta (1994–96) - Adrián Argachá (2010–11) - Gustavo Biscayzacú (1997−99) - Leandro Cabrera (2008−09) | - Martín Cáceres (2006−07) - Juan Castillo (1999–06) - Luis Cubilla (1976) - Jorge "Polilla" Da Silva (1995–97) - Andrés Lamas (2004−07) - Ignacio Lores (2009–11) - Adrián Luna (2009–11) - Federico Magallanes (2001) - Sergio Daniel Martínez (1986–90) - Rodrigo Mora (2008–09), (2010–11) - Carlos María Morales (2007) - Nicolás Olivera (1996–97), (2004), (2005–06), (2011–) - Ricardo Pavoni (1960–64) - Diego Pérez (1999–03) | - Venancio Ramos (1992–93) - Marcelo Romero (1994–96) - José Sasía (1954–59), (1966–67), (1970) - Darío Silva (1992) - Martín Silva (2002–11) - Tabaré Silva (1992–98) - Gonzalo Sorondo (1998–01), (2007) - Marcelo Tejera (1989–92), (1995–96), (2000–02), (2006) - David Texeira (2009–11) - Gonzalo Vargas (2001–04) - Tabaré Viudez (2007–08), (2009–10) - Andreé González (2004) - Emilio Haberli |

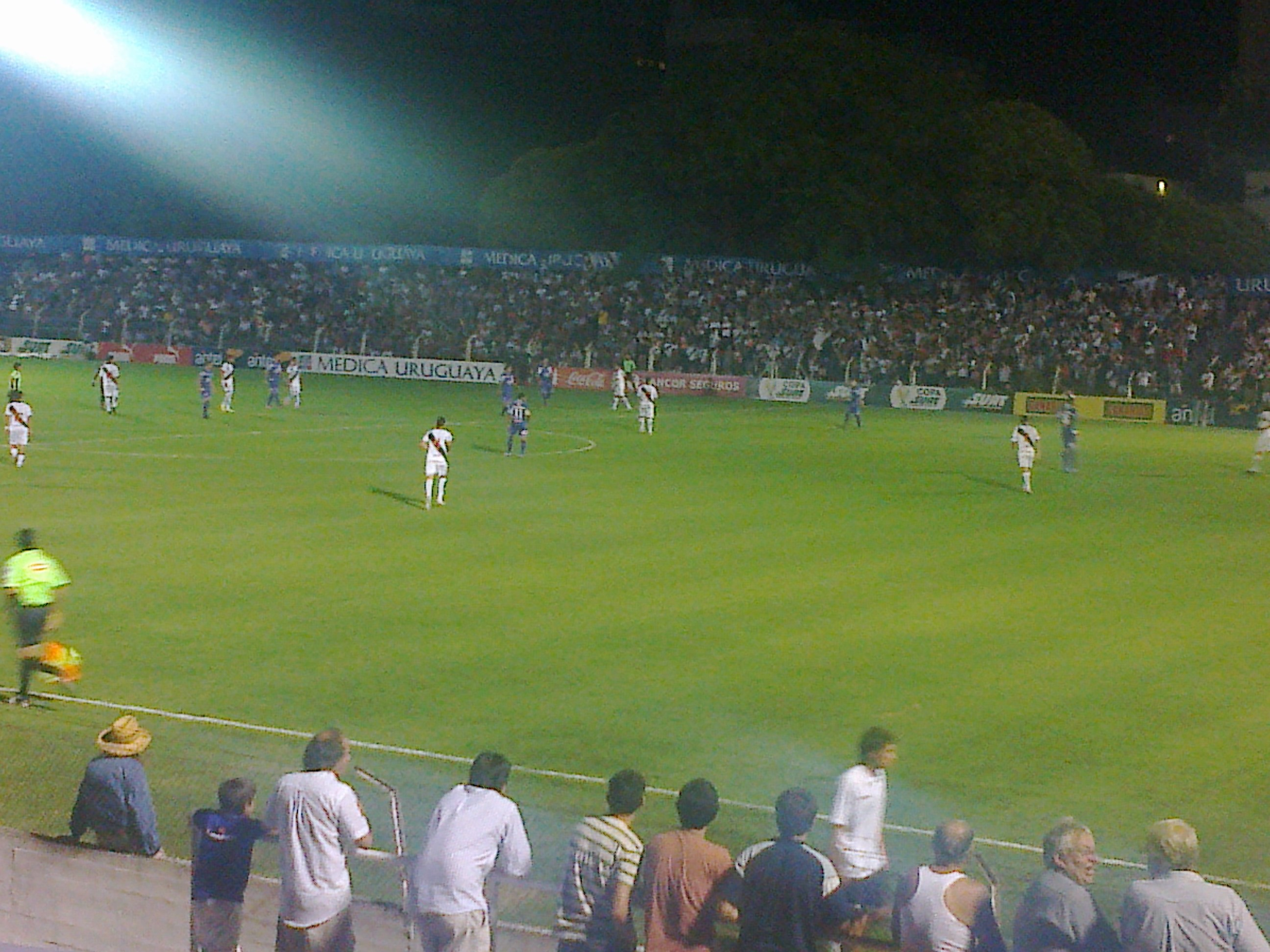
A Danubio FC elleni 2013. januári rangadó